# بيزيتا إسبانية
بيزيتا (/pəˈseɪtə/, تلفظ بالإسبانية: ‎/peˈseta/‏) هي العملة الرسمية في إسبانيا،  ومستعمراتها بعد الموافقة عليها في 19 أكتوبر 1868 حتى 1 يناير 1999 عندما ادخلت العملة الأوروبية الموحدة "اليورو"، واستمرت بالتداول حتى 31 ديسمبر 2001 وكان وضعها القانوني أنها «جزء غير عشري من اليورو»، ثم تداولت مؤقتا مع اليورو حتى 28 فبراير 2002.
ويمكن استبدال البيزيتا بقطعها النقدية والأوراق باليورو في أي بنك في اسبانيا بدون أي عمولة إضافية، بسعر الصرف 1 يورو = 166,386 بيزيتا حتى 31 ديسمبر 2020. ولكن بعد ذلك التاريخ لايمكن استبدال أي عملة ذات غطاء قانوني في بنك اسبانيا.
وتنقسم البيزيتا إلى 100 سنتيموس لكن مع حلول سبعينيات القرن العشرين كانت هذه التقسيمات للبيزيتا خارج التداول بسبب تدني قيمته إذ كانت الإصدارات الورقية للعملة تبدأ من 100 بيزيتا حتى 5,000 بيزتا في حين الإصدارات المعدنية تبدأ من بيزيتا واحدة حتى 50 بيزيتا. وقد استخدمت أندورا أيضا تلك العملة بحكم الجوار حيث لم يكن لها عملة وطنية تستخدمها.

## أصل الكلمة
هناك نوعان من الأصول الاشتقاقية الممكنة لاسم العملة: إحداهما يذكر أن كلمة بيزيتا أتت من الكلمة الكاتالونية (peceta)، وهي صيغة تصغير لكلمة (piece)أو قطعة، والاسم كان معروفا منذ القرن الخامس عشر لبعض عملات الفضة والتي حددت بعدها في الريال واحد والريالين. أما الأخرى والتي ذكرتها الأكاديمية الملكية الإسبانية فيشير إلى أن البيزيتا هي صيغة تصغير لكلمة بيزو، وهو اسم نقود إسبانيا الفضة القديمة ومنها أتي اسم الوحدات النقدية الحالية لمختلف البلدان الأمريكية.

### الألقاب
تطلق العامية الإسبانية على البيزيتا أسماء عديدة مثل: الشقراء والمجوفة، وتستخدم بالغالب عند ذكر كميات كبيرة للإشارة إلى السعر المفرط مثال: «الكمبيوتر يكلفني 150,000 شقراء».
ولقطع نقد وأوراق البيزيتا ألقابا خاصة بها: سميت قطعة 5 سنت الكلبة الصغيرة (بالإسبانية: perra chica)‏ و 10 سنت بالكلبة السمينة (بالإسبانية: Perra gorda)‏ و25 سنت بالريال. واشتهرت قطعة 5 بيزيتا باسم الصلب (بالإسبانية: Duro)‏. وسميت ورقة 100 بيزيتا بالبطاقة (آخر إصدار لورقة 100 بيزيتا كان في 1970 وسك مكانها قطع معدنية في 1982 وسميت بدورها ب 20 دورو أو الصلب. وورقة 500 بيزيتا بمئة دورو، وورقة 1000 بيزيتا بالكيس (بالإسبانية: talego)‏ أو السلة (بالإسبانية: napo)‏ أو الورقة الخضراء (بالإسبانية: billete verde)‏. أما ورقة 5000 بيزيتا فاشتهرت باسم البطاطا الحلوة (بالإسبانية: Boniato)‏ بسبب لونها البني، وتعرف أيضا ب ألف دورو.

## الرمز
لم يكن للبيزيتا رمز مختزل من حرف أو شكل خاص بها. فاختصاراتها كانت:"Ptas" - "Pta" - "Pts" - "Pt" وأحيانا باستخدام الحروف العليا: "Ptas".
والرمز "Pts" في النماذج الشائعة السابقة للآلات الكاتبة الميكانيكية يكون له حرف طابعة وحيد مختزل (Pts) بهدف ملء مساحة لضربة واحدة بدلا من ثلاثة أحرف (s+t+P). وقد احتوت بعد ذلك النماذج الإسبانية لطابعة IBM الكهربائية على رموز الاختزال تلك.

## التاريخ

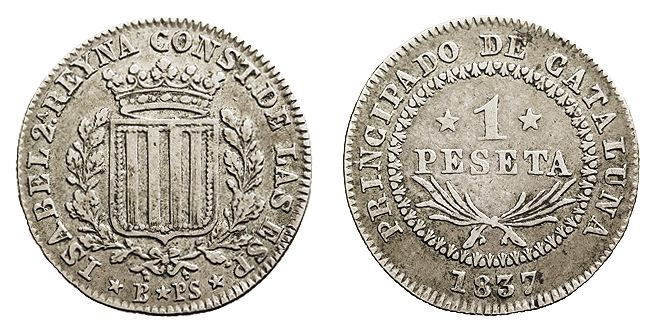
بيزيتا سكت في برشلونة سنة 1837، خلال عهد إيزابيل الثانية.

ويعرف القاموس الحكومي لسنة 1737 البيزيتا بأنها «قطعة تساوي ريالين فضة من العملة الإقليمية. شكلها مستدير وهي مصاغة صيغة حديثة.»
وأول قطعة بيزيتا صيغت تم سكها في برشلونة وهي ½2 بيزيتا وذلك في سنة 1808 خلال حكم نابليون. ثم صيغت البيزيتا المطابقة لها في 1809 وسكت في نفس السنة 5 بيزيتا (لها نفس حجم ووزن 8 ريال)، واستمرت حتى نهاية حرب الاستقلال الإسبانية. وكان هناك أيضا إصدار متقطع ل 5 بيزيتا في جزر البليار سنة 1823.
بعد تتويج إيزابيل الثانية أي بين سنتي 1836-1837 سكت عملات بيزيتا بنقش 1 بيزيتا تدفعها الملكة إلى القوات الحكومية التي قاتلت في الحرب الكارلية الأولى لصالح قضيتهم ضد حلفاء المدعي الكارلي إنفانتي كارلوس، كونت مولينا الذين أطلق عليهم فيما بعد بيسيتروس [الإنجليزية] (بالإسبانية: Peseteros)‏.
وفي 19 أكتوبر 1868 وقع لوريانو فيغيرولا وزير المالية في الحكومة المؤقتة للجنرال سيرانو مرسوم بإنشاء عملة وطنية جديدة وهي «البيزيتا» لتحل محل سكودو، وفي نفس الوقت بدأ رسميا بتنفيذ النظام المتري لتتمكن إسبانيا من دخول اتحاد النقد اللاتيني [الإنجليزية]. فتكون قيمة البيزيتا كالتالي: 5 بيزيتا = 1 بيزو دورو = 2 إسكودو.
وتساوي البيزيتا 4.5 غرام من الفضة أو 0.290322 غراما من الذهب، والمعيار المستخدم لجميع العملات في الاتحاد النقدي اللاتيني بدءا من 1873 كان معيار الذهب فقط. ولكن عندما بدأت الاضطرابات السياسية في أوروبا أوائل القرن العشرين (وخاصة السنوات التي تلت الحرب العالمية الأولى) أدت إلى تفكك اتحاد النقد اللاتيني، وأعلن انحلاله رسميا سنة 1927.
وأصبحت اسبانيا بدءا من سنة 1959 جزء من نظام بريتون وودز، فربطت البيزيتا بالعملات بحيث أصبح 1 دولار أمريكي = 60 بيزيتا. وفي 1967 اعتمدت البيزيتا خفض قيمة الجنيه البريطاني بالمحافظة على سعر الصرف ل 1 جنيه = 168 بيزيتا وإنشاء معدل جديد ل 70 بيزيتا = 1 دولار أمريكي.
وبعد إنشاء اليورو سنة 1999 سحبت البيزيتا من التداول لصالحه سنة 2002. بحيث يكون بلغ سعر صرف اليورو = 166.386 بيزيتا.

### تاريخ نقود البيزيتا

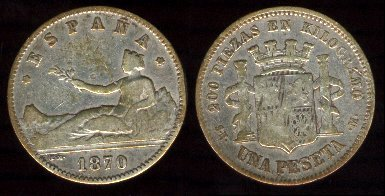
أول عملة كتب في الوجه 1 بيزيتا صدرت خلال الحكومة المؤقتة سنة 1870.

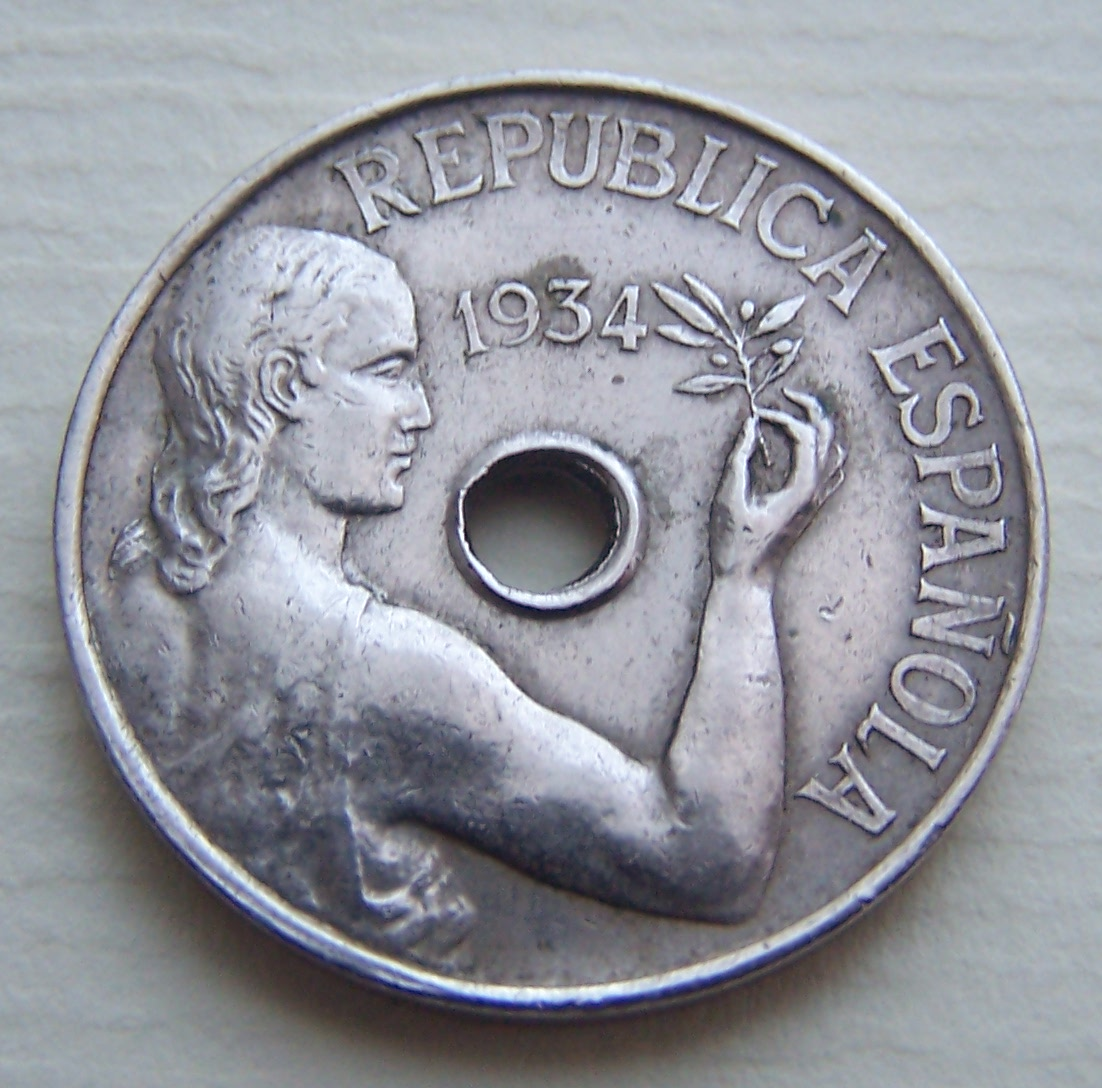
ظهر قطعة نقدية ل 25 سنتيموس من البيزيتا سنة 1934 (الجمهورية الإسبانية الثانية)

سكت البيزيتا أول مرة سنة 1869 ووزنها 5 غرامات فضة وتعادل 4 ريالات. والنسخة الأولى لتلك القطع النقدية كالتالي:
- 1 سنتيم 1 غرام من النحاس ثم اً صبحت من البرونز سنة 1877.
- 2 سنتيموس 2 غرام من النحاس ثم اً صبحت من البرونز سنة 1877.
- 5 سنتيموس 5 غرام من النحاس ثم اً صبحت من البرونز سنة 1877.
- 10 سنتيموس 10 غرام من النحاس ثم اً صبحت من البرونز سنة 1877.
- 20 سنتيموس 1 غرام من الفضة 900 من الألف
- 50 سنتيموس 2,5 غرام من الفضة 900 من الألف
- 1 بيزيتا 5 غرام من الفضة 900 من الألف
- 2 بيزيتا 10 غرام من الفضة 900 من الألف
- 5 بيزيتا 25 غرام من الفضة 900 من الألف
- 100 بيزيتا 32 و25 غرام من الذهب 900 من الألف

عندما ادرجت البيزيتا كي تكون عملة إسبانيا الوحيدة للتداول كانت هناك 21 عملة تتداول في إسبانيا.
لم تسك أي عملة نقدية في فترة الجمهورية الأولى قصيرة العمر (1873-1874). كان سك قطعة 1 بيزيتا بالفضة حتى نهاية الحكم الملكي وبداية الجمهورية الثانية. وسكت أول بيزيتا من المعادن الثمينة سنة 1937، وظهر فيها وجه امرأة تمثل فيها الجمهورية. واشتهرت تلك القطع النقدية باسم الشقراء بسبب لون معدن العملة وهي من سبيكة من نحاس-نيكل.

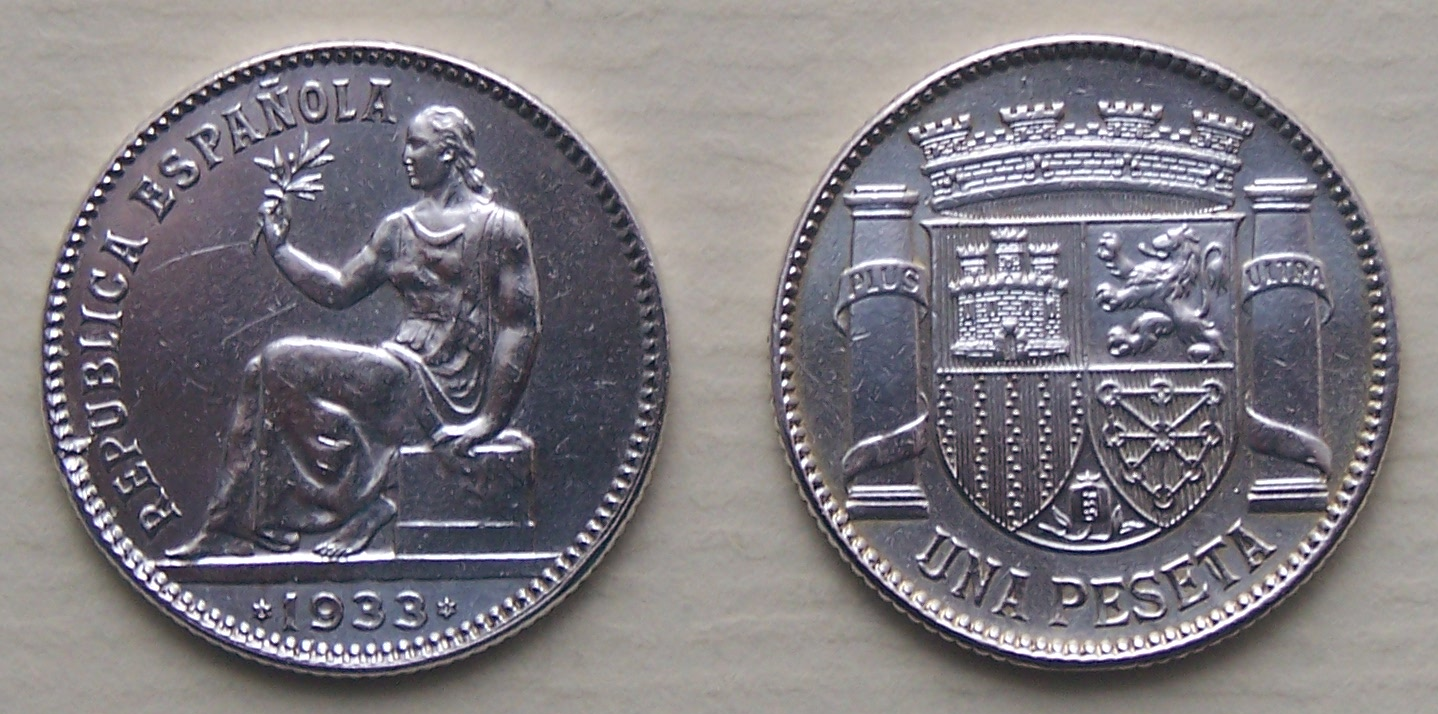
آخر عملة فضة لل 1 بيزيتا (5 غرامات) مدريد 1933 الجمهورية الإسبانية الثانية. تم تداول مليوني من هذه العملات.

وفي 1939 قام نظام فرانسيسكو فرانكو بسحب القطع المعدنية الثمينة من التداول وسك بيزيتا شبيهة بتصميم الدينار اليوغوسلافي. وقيمة نقود الألومنيوم تلك 5 و 10 سنتيم (كانت ولا تزال تسمى العاهر الصغيرة والعاهر السمينة بالرغم من أن الصورة تغيرت إلى صورة فارس) و25 سنتيم و1 بيزيتا و5 بيزيتا. ثم أضيف لاحقا قطعة ل50 سنتيم (1951) وأخرى 2,5 بيزيتا (1954)، والتي سمح لها بالتداول لمدة قصيرة نسبيا. تم تصنيع هذه القطع النقدية بين سنة 1944 إلى 1982 وتمتعت بغطاء قانوني حتى سنة 1997. وفي سنة 1958 وبسبب التضخم تم تداول النقود ذات القيمة الاسمية الأعلى مثل 25 و 50 بيزيتا، ثم أضيف لاحقا قطعة من 100 بيزيتا فضة 800 من الألف سنة 1966.
وفي فترة انتقال إسبانيا نحو الديمقراطية أصبحت صور خوان كارلوس الأول على النقود. ثم ظهرت في سنة 1980 نقود تذكارية لكأس العالم لكرة القدم 1982 من 50 سنتا و1 و5 و25 و50 و100 بيزيتا. ثم بدأ سك البيزيتا اعتبارا من 1982 من الألومنيوم للحد من تكاليف الإنتاج مع الإبقاء على نفس الحجم والأبعاد السابقة. وفي ذات السنة تداولت قطعة ال 100 بيزيتا الجديدة محكمة الصنع من البرونز-ألومنيوم. وكذلك سكت عملات جديدة للتداول وهي: 2 بيزيتا من الألومنيوم سنة 1982، و10 بيزيتا من نحاس-نيكل سنة 1983، و200 بيزيتا أيضا من نحاس-نيكل سنة 1986، و500 بيزيتا من البرونز-ألمونيوم سنة 1987. والعملتان الأخيرتان استبدلتا عن العملات الورقية المتداولة بنفس القيمة، والتي سحبت من التداول اعتبارا من ذلك التاريخ. وبدأ من 1983 توقف عن التداول جميع القطع الزهيدة والتي تقل عن 1 بيزيتا لأنها لم تعد مقبولة في السياق القانوني لاقتصاد البلد.

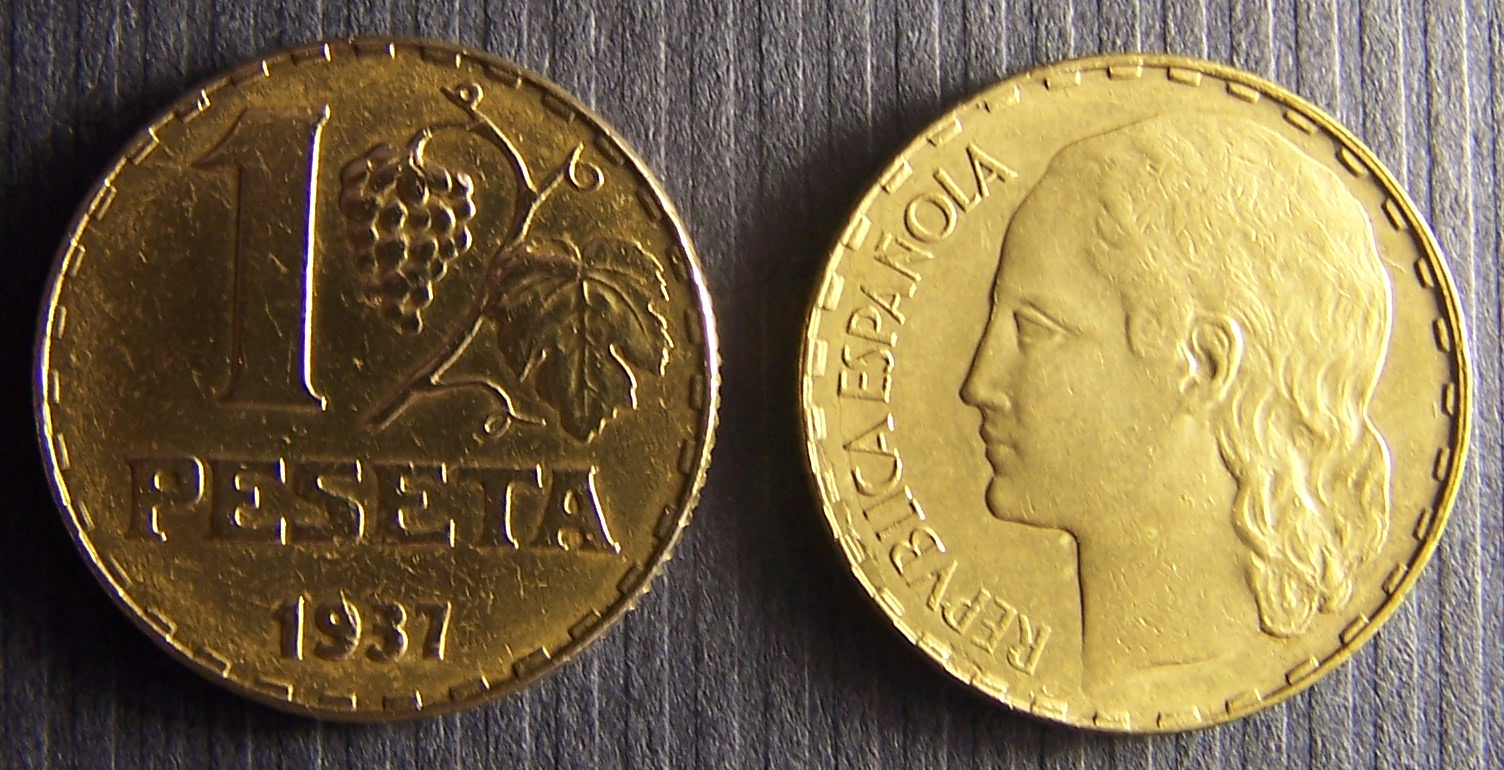
أول بيزيتا لم تسك بالفضة، عرفت شعبيا باسم الشقراء صدرت سنة 1937 خلال الجمهورية الإسبانية الثانية. وقد تم تداول 50 مليون قطعة منها.

وبدأ في سنة 1989 سك بيزيتا من الألمونيوم بقطر 14 ملم فقط، وعدت إحدى أصغر قطع النقد في العالم، ومعها آخر مجموعة نقدية بتناوب الألوان الأبيض والأصفر من القيم التالية: (5 و25 و100 و500 بيزيتا) والفضة الأقل تداولا: (1 و10 و50 و200 بيزيتا). وبدأ منذ سنة 1992 برنامج كتابة بالعملة مع قطع ال 5 و 25 و 50 بيزيتا للاحتفال بالألعاب الأوليمبية في برشلونة وإكسبو إشبيلية وفي السنة التالية للقديس جاكوبيو؛ وبعدها بدأ سنويا سك قطع نقدية تحمل أسماء وصور المجتمعات المحلية المستقلة ومدن إسبانيا عدا كاتالونيا وأندلسيا وغاليسيا التي كانت بالفعل تسك أحداثها بالعملات. المجتمع الوحيد الذي لم يظهر في هذه السلسلة من العملات كان مجتمع بلنسية. في موازاة ذلك فإن قطع النقد من فئة 10 و 50 و 200 بيزيتا قد سكت حسب برنامج يظهر فيها شخصيات تاريخية إسبانية. وفي سنة 1995 إطلقت قطعة 2000 بيزيتا ولكن كان تداولها ضعيف واحتفظ جامعي العملات بأغلبها.
وفي 1997 سحبت من التداول قطع من القيمة 1 و 5 و 25 و 50 و 200 بيزيتا ذات التصميمات القديمة (تصاميم ماقبل 1989 وبعضها كانت متداولا منذ سنة 1940) وكذلك قطع ال 100 بيزيتا كبيرة الحجم، وبسبب ندرة تداولها لايعرفها الكثيرون. أضحت البيزيتا في السنوات الأخيرة ذات قيمة ضئيلة جدا (وصلت إلى 200 بيزيتا= دولار أمريكي واحد) فاختفت عمليا قطع 1 بيزيتا من التداول، واستمرت قطعة 5 بيزيتا (بالإسبانية: Duro)‏ بالتداول. وتم سك النسخة الأخيرة من عملات البيزيتا في سنة 2001. ومع ذلك استمرت البيزيتا في التداول حتى 28 فبراير 2002 مع دخول اليورو، أي بعد 133 عاما من تداولها.

### تاريخ البيزيتا الورقية

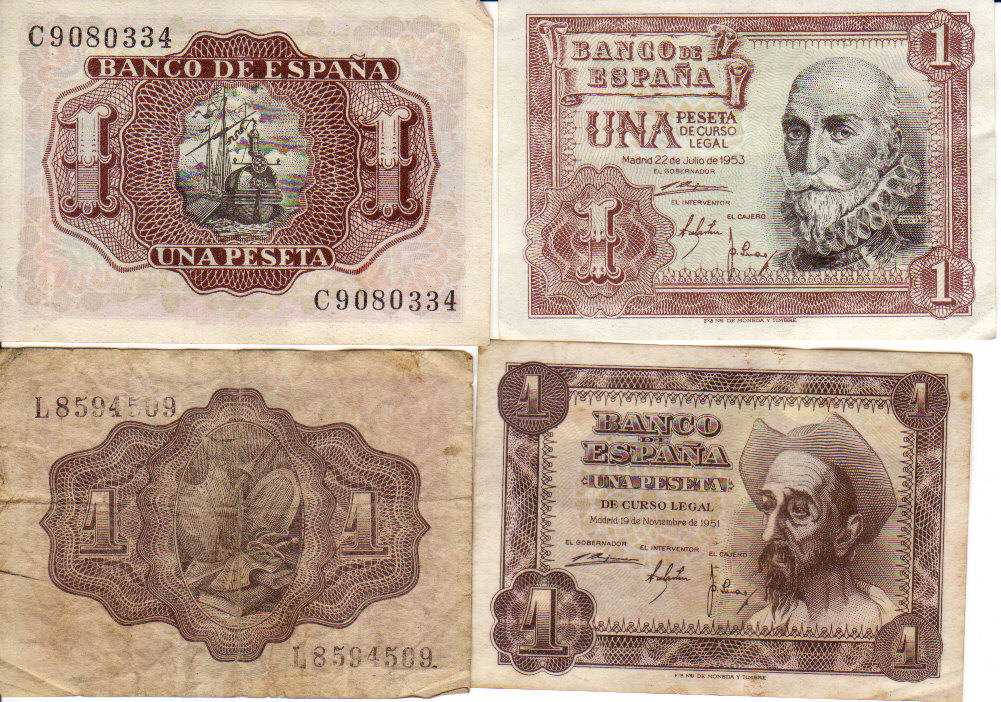
الأوراق النقدية من سنوات عقد 1950 التي تظهر فيها مركيز سانتا كروز، ألفارو دي بازان ودون كيشوت.

طبعت أول بيزيتا ورقية في 1 يوليو 1874. قيمة تلك الأوراق هي 25 و50 و100 و500 و1000 بيزيتا. وبسبب قيمتها العالية في ذلك الوقت، فقد الغرض منها هو أن استخدامها بين المصارف والمؤسسات المالية الأخرى. ولكن لم يطبع من السلسلة الأولى سوى مليوني فقط.
استمر إصدار نسخ جديدة للبيزيتا الورقية بنفس القيم حتى سنة 1935 حيث انخفضت قيمة البيزيتا في تلك الفترة. وخوفا من أن تؤدي زيادة سعر الفضة إلى اختفاء القطع النقدية لل 5 بيزيتا (عملات معدنية فضية) فيتم صهرها وبيعها معدن، لذا فقد اصدرت في 1935 عملة ورقية لل 5 و 10 بيزيتا مثل «شهادات الفضة» وسحبت جميع قطع لل 5 بيزيتا الفضية من التداول. وخلال الحرب الأهلية الإسبانية انهار اقتصاد البلاد وانهارت معه عملتها. وحتى مع تخفيض قيمة العملة إلا أن بنك إسبانيا استمر في طبع عملات ورقية قليلة القيمة مثل 50 سنتا و1 و2 و5 و10 بيزيتا بسبب استحالة شراء المعادن.
وبعد انتعاش الاقتصاد الإسباني تغيرت معه احتياجات البلاد النقدية بحيث أضحى حوالي 700 مليون ورقة نقدية متداولة بحلول سنة 1974 وكثير منها قليل القيمة. وفي 1978 بلغ هذا الرقم مليار ورقة. وبالرغم من انهيار قيمة البيزيتا بحيث أن أعلى قيمة ورقية هي 1000 بيزيتا إلا أن تلك الأوراق كانت لها حاجة للاستخدام اليومي.
لهذا السبب بدأ في عقد 1970 سحب الأوراق قليلة القيمة لتحل محلها فئات جديدة. وظهر أول إصدار لورقة 5000 بيزيتا سنة 1976 بعد أكثر من قرن من أول إصدار لل 1000 بيزيتا. ثم أعلن في 1979 عن إصدار المجموعة قبل الأخيرة من أوراق البيزيتا مع رمز لوني لكل قيمة، واكتملت تلك المجموعة بإصدار ورقة 2000 بيزيتا (1980) و10,000 بيزيتا (1985). وتوقف إصدار أوراق ال 100 بيزيتا فما دون في 1982، ثم توقف إصدار أوراق ال 200 وال 500 بيزيتا سنة 1987 وإصدار قطع نقدية بديل عنها.
ثم اصدر المجموعة الأخيرة المتداولة (1000 و 2000 و 5000 و 10,000 بيزيتا) بأبعاد أصغر من تلك التي كانت في الإصدار السابق وذلك في سنة 1992. وفي سنة 1997 سحبت جميع أوراق إصدارات ما قبل 1992 من التداول، واستمرت اوراق إصدار 1992 بالتداول في السنوات الأخيرة من عمر البيزيتا حتى دخول اليورو سنة 2002.

## البيزيتا في الدول الأخرى

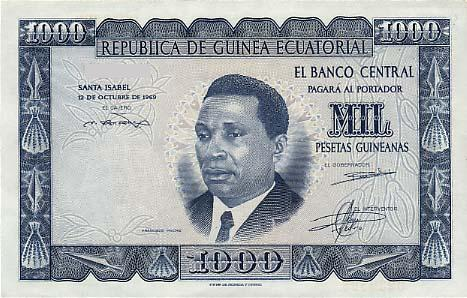
ورقة من ألف بيزيتا غينية إصدار 1969.

كانت بيزيتا غينيا الاستوائية هي العملة الرسمية لغينيا الاستوائية في الفترة من 1969 إلى 1975. وأصدرت عدة فئات من القطع المعدنية والأوراق النقدية، وكلها تتبع نموذج الفئات المتداولة في إسبانيا في ذلك الوقت. تبدأ النقود من 1 و5 و25 و50 بيزيتا غينيا الاستوائية وأيضا أوراق من 100 و500 و1000 بيزيتا.
العملة الوحيدة المعمول بها حاليا والتي تحمل اسم البيزيتا هي البيزيتا الصحراوية التي تتبع الجمهورية العربية الصحراوية الديمقراطية. هذه تعادل قيمة البيزيتا الإسبانية القديمة، وترتبط بحكم الأمر الواقع بالعملة الأوروبية الموحدة مع قابلية تحويل 166,386 صحراوي لكل يورو. وهذه العملة لها طابع رسمي فقط، حيث أنها لا تعمم بين السكان، حيث أن البلد يتبع المملكة المغربية والعملة المستخدمة هو الدرهم المغربي، في حين أن المنطقة التي تسيطر عليها جبهة البوليساريو تتداول بالدينار الجزائري. ومع ذلك لا يزال يجري إصدار القطع النقدية لل 1 و 2 و 5 و 25 و 50 بيزيتا للاستخدام المشترك وقطع تذكارية لقيم مختلفة وقد سكت من معادن ثمينة.
كما صاغت بيرو نقود فضية بتسمية «بيزيتا» سنة 1880. والقطع النقدية ذات القيم واحد وخمسة بيزيتا يكون عليها صورة شخصية أنثوية وبالنص التالي: «الازدهار والقوة من العدالة. ومن الخلف شعار البيرو ومكتوب عليه:» جمهورية بيرو ليما 9 أعشار«تليها القيمة: واحد أو خمسة بيزيتا».